# Distretto di Villa Rica
Il distretto di Villa Rica è uno degli otto distretti della provincia di Oxapampa, in Perù. Si trova nella regione di Pasco e si estende su una superficie di 896,42 chilometri quadrati.
Istituito il 27 novembre 1944, ha per capitale la città di Villa Rica.